# JJ3
JJ3 was een van oorsprong Italiaanse bruine beer die werd afgeschoten in kanton Graubünden in Zwitserland op maandagavond 14 april 2008. Hij leefde vooral in het gebied rondom Albulatal, Lenzerheide en Savognin. Hij heeft de twijfelachtige eer de eerste beer in Zwitserland te zijn die werd afgeschoten na 1904.

## Levensloop
JJ3 was als risicobeer aangemerkt op grond van het concept beer in Zwitserland. Dit concept regelt de omgang met de herinvoering van de beer in Zwitserland dat loopt sinds 2005 in het nationale park in Graubünden, toen de eerste beer door natuurlijke migratie in Zwitserland kwam. Dit concept ziet in eerste instantie voor dat een beer dat risicogedrag vertoont, wordt ingedeeld in de categorie "probleembeer". Een probleembeer wordt uitgerust met een peilzender en wordt verdreven door de jachtopzieners.
JJ3 heeft in zijn korte tweejarige leven vele schapen gedood, honing geplunderd en afvalbakken leeggehaald en heeft 50.000 Zwitserse frank schaden aangericht. Men heeft volgens het voornoemde concept geprobeerd de beer schuw te maken en uit de buurt van mensen te verdrijven door het schieten van rubber-schrot en met knallen. Omdat dit niet tot gewenst resultaat leidde en de beer telkens weer terugkwam naar door mensen bewoond gebied werd de beer een risico voor de mens en moest hij sterven. Asiel zoals aangeboden door dierentuin Dählhölzli in Bern alsook van berencentra en stichtingen werd afgewezen met als reden dat het voor een vrijlevende beer de hoogste straf is om achter tralies te moeten leven. Daarnaast is het vrij moeilijk om wildgeboren beren in een dierentuin te houden, omdat ze vaak gedragsstoringen ontwikkelen.
Met name de stichting Pro Natura en het WWF hebben negatief gereageerd op het besluit de beer te doden.

## Familie van JJ3
De andere beer die anno 2008 in Zwitserland leeft is MJ4. MJ4 is een halfbroer van JJ3, maar heeft een andere moeder. In tegenstelling tot de moeder ("Lurka") van JJ3 heeft de moeder van MJ4 de beer niet geleerd op zoek naar eten te gaan in de buurt van menselijke bewoning en is daarom ingedeeld in de categorie "onopvallende beer". De kans dat MJ4 verder in Zwitserland kan wonen is groot, zolang hij schuw blijft en van de mensen wegblijft.
Verder familie van JJ3 is de bekende beer JJ1 Bruno die in Zuid-Duitsland op 26 juni 2006 werd doodgeschoten; de eerste beer in Duitsland sinds meer dan 170 jaar. Een andere broer was JJ2 "Lumpaz" die is verdwenen.
Ook het familielid JJ5 staat bekend als probleembeer in Italië.

## Na de dood van JJ3
Ondanks het onopvallende optreden van de beer MJ4 en een mogelijke andere onbekende beer in Zwitserland zijn de eerste ervaringen van het samenleven van mensen en beren in Zwitserland na de herinvoering niet zonder uitzondering positief. De discussie of een beer kan leven in Zwitserland wordt verder gevoerd. Gepland zijn meerdere acties die het begrip van de bevolking ten aanzien van de beer in Zwitserland dient te verbeteren. Een van de maatregelen die worden voorgesteld, is de installatie van beerzekere afvalbakken. Het is niet ondenkbaar dat meer beren zullen migreren uit Italië naar Zwitserland en het concept voorziet erin dat niet alleen de beer zich moet aanpassen, maar ook de mens. Vergelijkbare concepten als het concept beer zijn opgezet voor de wolf en de lynx in Zwitserland.